# Show Me Love (Robin Schulz e J.U.D.G.E.)
Show Me Love è un singolo del DJ tedesco Robin Schulz e del cantante britannico J.U.D.G.E., pubblicato il 13 novembre 2015 come terzo estratto dal secondo album in studio di Robin Schulz Sugar.

## Classifiche
| Classifica (2014) | Posizione massima |
| ----------------- | ----------------- |
| Lussemburgo       | 3                 |